# Khalid bin Sultan Al Sa'ud
Khālid bin Sulṭān Āl Saʿūd (in arabo خالد بن سلطان بن عبد العزيز آل سعود‎?; La Mecca, 24 settembre 1949) è un principe, generale e politico saudita, membro della famiglia reale Āl Saʿūd.

## Primi anni di vita e formazione
Il principe Khalid è nato a La Mecca il 24 settembre 1949 ed è il figlio primogenito del defunto principe ereditario Sultan. Era fratello germano dei principi Fahd, Faysal e Turki. La loro madre era Munira bint Abd al-Aziz bin Mousad Al Jiluwi, morta all'età di 80 anni a Parigi nel mese di agosto 2011. Munira era sorella di Alanoud, moglie di re Fahd e cugina di re Khalid e del principe Muhammad.
Dopo essersi laureato presso l'Università Re Sa'ud, ha frequentato la Royal Military Academy di Sandhurst dove si è laureato nel 1968. In seguito ha studiato presso lo United States Army Command and General Staff College di Fort Leavenworth, in Kansas. Si è poi laureato presso l'Air War College nella Maxwell Air Force Base, in Alabama. Ha inoltre conseguito un master in scienze politiche presso l'Università Auburn a Montgomery nel 1980.

## Carriera
Nei primi anni della carriera militare, nonostante la sua scelta di entrare a far parte delle forze speciali, al principe è stato dato il comando di un plotone di artiglieria della provincia di Tabuk. Più tardi, in ragione della sua posizione elevata, gli è stato affidato il compito di condurre le contrattazioni che hanno portato all'acquisto di missili teleguidati di produzione cinese. Per questo ruolo di primo piano, gli è stato dato il titolo onorifico di "Padre dei Missili dell'Arabia Saudita".
Dopo aver lavorato per anni nell'esercito, pensando che alla difesa aerea dovesse essere dato un ruolo più importante nella protezione nazionale, ha istituito la Regia forza di difesa aerea, e ne è stato il primo comandante. Poco dopo l'occupazione irachena del Kuwait, nell'ambito della guerra del Golfo, è stato scelto come comandante della coalizione delle forze arabe. Ha quindi condiviso la responsabilità con il generale Norman Schwarzkopf della United States Army. Re Fahd lo ha poi promosso a feldmaresciallo. Nel 1991 si è ritirato dall'esercito per concentrarsi sull'imprenditoria. Nel gennaio 2001, è ritornato nel mondo militare con il ruolo di assistente ministro della difesa e dell'aviazione e ispettore generale per gli affari militari.
Nei primi mesi del 2011, ha annunciato che "oltre il 70 % del materiale militare può essere prodotto localmente" e la futura creazione di un ufficio di governo che si sarebbe occupato della crescita militare nazionale. Nel 2011, era considerato come un probabile candidato per sostituire il suo defunto padre come ministro della difesa. Tuttavia, nel novembre del 2011, è stato nominato solamente vice ministro di quel dicastero. Il suo mandato è durato fino al 20 aprile 2013, quando è stato sostituito da Fahd bin Abd Allah bin Mohammed Al Sa'ud, un altro membro della famiglia reale. Tradizionalmente, nei documenti che ufficializzano le dimissioni di un membro del gabinetto si riporta l'espressione "in base alla richiesta", ma l'ordine reale che ha esentando Khalid bin Sultan dalla carica, non ha incluso questa frase.

## Bombardamenti dello Yemen del 2009
Nel novembre 2009, Khalid bin Sultan ha guidato l'intervento militare saudita in Yemen. La campagna è stata gravata da diversi errori tattici e il principe è stato pesantemente criticato. I sauditi hanno subito 130 vittime, mentre gli yemeniti hanno perso più di 1000 persone.
Nel dicembre 2009, Khalid ha dato un ultimatum di 48 ore ai ribelli sciiti Huthi, imponendogli di ritirarsi da Al Jabri. Presto, ha dichiarato che la campagna era finita dopo che i ribelli Huthi hanno promesso attraverso il giornale pan-arabo Al-Quds Al-Arabi che si sarebbero ritirati dal confine, in cambio di un cessate il fuoco. Gli Huthi hanno anche dichiarato che il governo dello Yemen aveva usato il territorio saudita come obbiettivo per un bombardamento.
Nel febbraio 2010, l'ambasciatore statunitense James B. Smith si è incontrato con il principe Khalid. Smith ha portato l'attenzione sugli attacchi aerei sauditi sugli ospedali yemeniti. Khalid ha ammesso che l'evento si è verificato perché lo Yemen aveva designato la zona come base militare Huthi e a causa delle attrezzature militari imprecise e del rifiuto degli Stati Uniti di fornire il regno di aeromobili a pilotaggio remoto Predator. Ha continuato a dire che la strategia saudita era di forzare gli Huthi a riconciliarsi con il governo yemenita con una forte dimostrazione di forza militare ma che era difficile evitare vittime civili. Le commissioni saudite-yemenite hanno poi concordato gli spazi in cui condurre gli attacchi. Si è però lamentato che l'intelligence yemenita era inaffidabile e politicamente motivata. Il governo yemenita ha però inserito fra le aree controllate dai ribelli terroristi anche la zona in cui era situato l'ufficio del generale Ali Mohsen Al Ahmar, un avversario politico del presidente 'Ali 'Abd Allah Saleh.

### Polemica
Re Abd Allah non è rimasto soddisfatto dalla leadership di Khalid, in quanto le truppe saudite non sono state in grado di far arretrare velocemente i ribelli yemeniti Huthi che avevano sconfinato in parte del territorio saudita alla fine del 2009. Re Abd Allah in particolare ha espresso le sue preoccupazioni per la lunga durata del conflitto, per il gran numero di vittime e per l'incompetenza delle forze armate. Pertanto, questa situazione ha portato alla diminuzione del potenziale di Khalid di succedere al padre come ministro della difesa. Joseph A. Kéchichian, un analista del Medio Oriente, ha sostenuto che per la rimozione di Khalid dalla sua carica il 20 aprile 2013 ci sono tre possibili ragioni, una di queste è la già descritta situazione in Yemen. Le altre riguardavano il suo coinvolgimento nell'acquisto di armi nel 2010 e 2013.

## Altre posizioni
Alla fine degli anni '90, il principe Khalid ha avuto contatti commerciali con il gruppo francese di elettronica Thomson-CSF. Nel settembre 2000, ha istituito negli Stati Uniti la Fondazione Oceani da Vivere. Nel 2012 ha vinto il Premio Perseo, assegnato ai proprietari di yacht che fanno sforzi nel contribuire alla conservazione della fauna marina.
Khalid è presidente del comitato del Premio Internazionale per l'acqua Principe Sultan bin Abd al-Aziz e del consiglio di amministrazione della Fondazione Sultan bin Abd al-Aziz. È anche membro del consiglio di amministrazione fiduciaria della Fondazione pensiero arabo, un gruppo think-tank saudita, che tenta di migliorare le relazioni tra le nazioni arabe e le nazioni occidentali.
È proprietario del quotidiano pan arabo Al-Hayat anche se si dice che non interferisca negli articoli fintanto che non vengono pubblicate critiche ai membri della famiglia reale.

## Opinioni

### Relazioni turco-arabe
Alla fine del 1990, Khalid ha espresso un suo parere personale in merito alle relazioni turco-arabe. Secondo lui, gli arabi dovrebbero chiedersi che cosa ha determinato questa crisi. Dopo aver criticato la politica araba per l'incapacità di "far fronte ai rapidi cambiamenti sul terreno", ha affermato che "la Turchia sarebbe stata al loro fianco per sempre, anche se non avrebbe guadagnato alcun vantaggio in tal modo." La parte araba, d'altra parte, "non ha compreso la complessità della situazione interna in Turchia, o le considerazioni regionali e internazionali di quel paese. Questo ha creato un clima che potrebbe spingere la Turchia sempre più nel campo dei paesi ostili." Infine, ha proposto di migliorare i rapporti turco-arabi". Ha anche proposto una collaborazione turco-araba di tipo culturale, invitando i due popoli a "iniziare cancellando dai libri di storia e di testo gli insulti reciproci." Ha inoltre incoraggiato la cooperazione militare tra Turchia, Pakistan e Stati del Golfo.

### Etiopia
Nel febbraio 2013, Khalid ha fatto una dichiarazione sul diritto dell'Etiopia di utilizzare le acque del Nilo, ufficialmente denunciato dal governo saudita. Le sue osservazioni sono state le seguenti: "La diga etiope del rinascimento è un complotto politico, piuttosto che un'opera per il guadagno economico e costituisce una minaccia per la sicurezza nazionale egiziana e sudanese".

## Vita personale
In prime nozze il principe ha sposato, Lulua, figlia di re Fahd. I due hanno divorziato nel 1978. Da questa unione sono nati tre figli: Reema (morta all'età di quattro mesi), Faysal (nato nel 1973) e Sara (nata nel 1976). In seguito, si è risposato con un'altra cugina, Abeer, figlia del principe Turki II. I due hanno cinque figli: Hala, Fahd, Salman, Mishail e Abd Allah.
Una delle sue figlie, la principessa Hala, il 13 gennaio 2010 ha sposato un figlio di re Abd Allah, Turki, pilota dell'aeronautica militare.
Ha pubblicato un libro di memorie sulla sua vita, intitolato Desert Warrior, che ha rivelato molti segreti sulla guerra del Golfo, ad esempio il fatto che Israele ha allertato le sue forze missilistiche nucleari dopo che l'Iraq ha cominciato a sparare missili su Tel Aviv.